# Aristea capitata
Aristea capitata är en irisväxtart som först beskrevs av Carl von Linné, och fick sitt nu gällande namn av Ker Gawl. Aristea capitata ingår i släktet Aristea och familjen irisväxter. Inga underarter finns listade i Catalogue of Life.